# Mikkel Bjørn
Mikkel Bjørn Sørensen (født 19. oktober 1995) er en dansk politiker og uddannet skolelærer, der siden 2022 har været medlem af Folketinget. Han blev valgt for Nye Borgerlige i Fyns Storkreds, men skiftede til Dansk Folkeparti i januar 2023. Fra 2016 til 2021 var han formand for Nye Borgerliges Ungdom. Han har tidligere været opstillet for Nye Borgerlige ved kommunalvalget 2017 i Vejle Kommune og folketingsvalget 2019 i Sydjyllands Storkreds. Han har siden januar 2023 været formand for Folketingets indfødsretsudvalg.

## Tid i ungdomspolitik

### Konservativ Ungdom
Mikkel Bjørn startede i Konservativ Ungdom, hvor han blev lokalformand for KU Vejle. Han tilhørte den nationalkonservative Hvid Fløj i ungdomspartiet. I 2016 blev han ekskluderet fra KU, angiveligt efter at han havde tilkendegivet, at han ikke ønskede at stemme på Det Konservative Folkeparti ved et valg, og som følge af hans udtalelser i flere interne debatter om indvandring og flygtninge. På KU's landsråd stemte ca. 140 medlemmer for og 112 imod eksklusionen.

### Nye Borgerliges Ungdom
I oktober 2016 blev Mikkel Bjørn valgt som første formand for Nye Borgerliges Ungdom. I oktober 2021 blev han afløst af Malte Larsen.

## Kandidat ved kommunal- og folketingsvalg
Ved kommunalvalget 2017 stillede Bjørn op for Nye Borgerlige i Vejle Kommune, hvor han opnåede 33 personlige stemmer. Ved folketingsvalget 2019 stillede han op for Nye Borgerlige i Sydjyllands Storkreds og fik 46 personlige stemmer.
I april 2022 blev han af partiets hovedbestyrelse udpeget som spidskandidat i Fyns Storkreds til det næstkommende folketingsvalg. Den centralt trufne beslutning skabte utilfredshed hos nogle fynske partimedlemmer og førte til, at tre lokalpolitikere forlod partiet med anklager mod hovedbestyrelsen om nepotisme. Hovedbestyrelsen besluttede derpå i august 2022 at arrangere en urafstemning om spidskandidaturet blandt de fynske partimedlemmer. Bjørn vandt afstemningen, da han fik 133 stemmer, mens de øvrige 212 stemmer blev delt mellem fire forskellige lokale fynske kandidater.

### Medlem af Folketinget
Ved folketingsvalget 1. november 2022 blev Bjørn med 888 personlige stemmer valgt til Folketinget. Den 5. januar 2023 blev han udnævnt til formand for Folketingets indfødsretsudvalg.
Den 24. januar skiftede Mikkel Bjørn parti fra Nye Borgerlige til Dansk Folkeparti. Udmeldelsen var begrundet med, at han ikke kunne støtte Lars Boje Mathiesen som ny formand for Nye Borgelige, efter at Pernille Vermund havde meddelt, at hun ville trække sig fra formandsposten. Den 28. august 2024 blev han partiets udlændingeordfører.
Bjørn har i sin tid som folketingsmedlem blandt andet gjort sig bemærket ved i sit embede som formand for Indfødsretsudvalget at have screenet flere ansøgere til dansk indfødsrets profiler på sociale medier. Han har også stået for at indkalde en række ansøgere til "sindelags-samtaler" i Indfødsretsudvalget.